# جاردین هاوس
جاردین هاوس (به انگلیسی: Jardine House) آسمان‌خراش ۵۲ طبقه به ارتفاع متر، با کاربری اداری-تجاری است، که در هنگ کنگ مستقر می‌باشد. پروژه ساخت این ساختمان در سال ۱۹۷۲ تکمیل و در ۱۹۷۳ افتتاح گردید.
برج جاردین هاوس متعلق به شرکت املاک هنگ کنگ لند می‌باشد، که زیرمجموعه‌ای از شرکت جاردین ماتسون بشمار می‌آید. دفتر مرکزی شرکت جاردین ماتسون در این ساختمان قرار دارد.

## نگارخانه

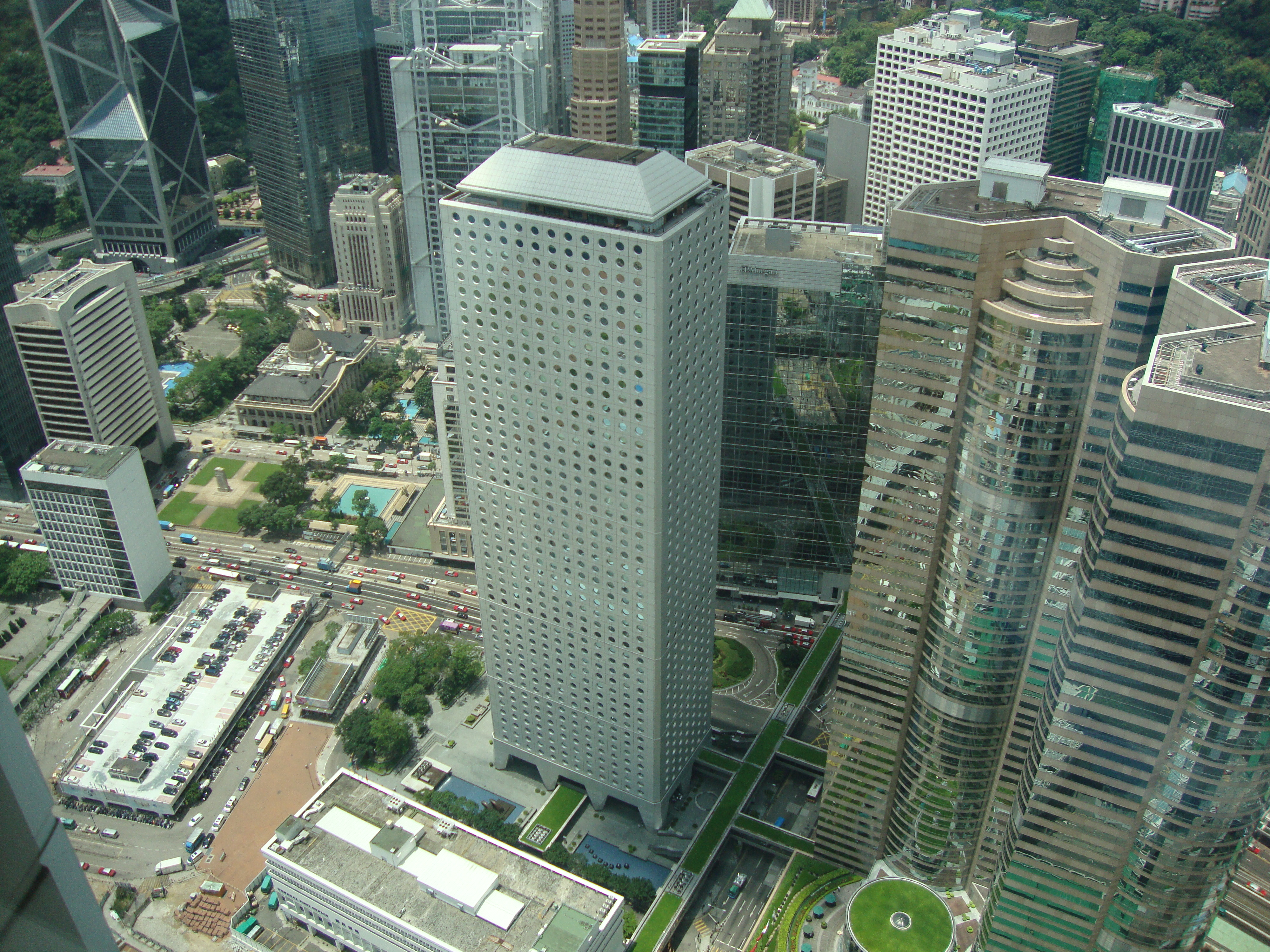
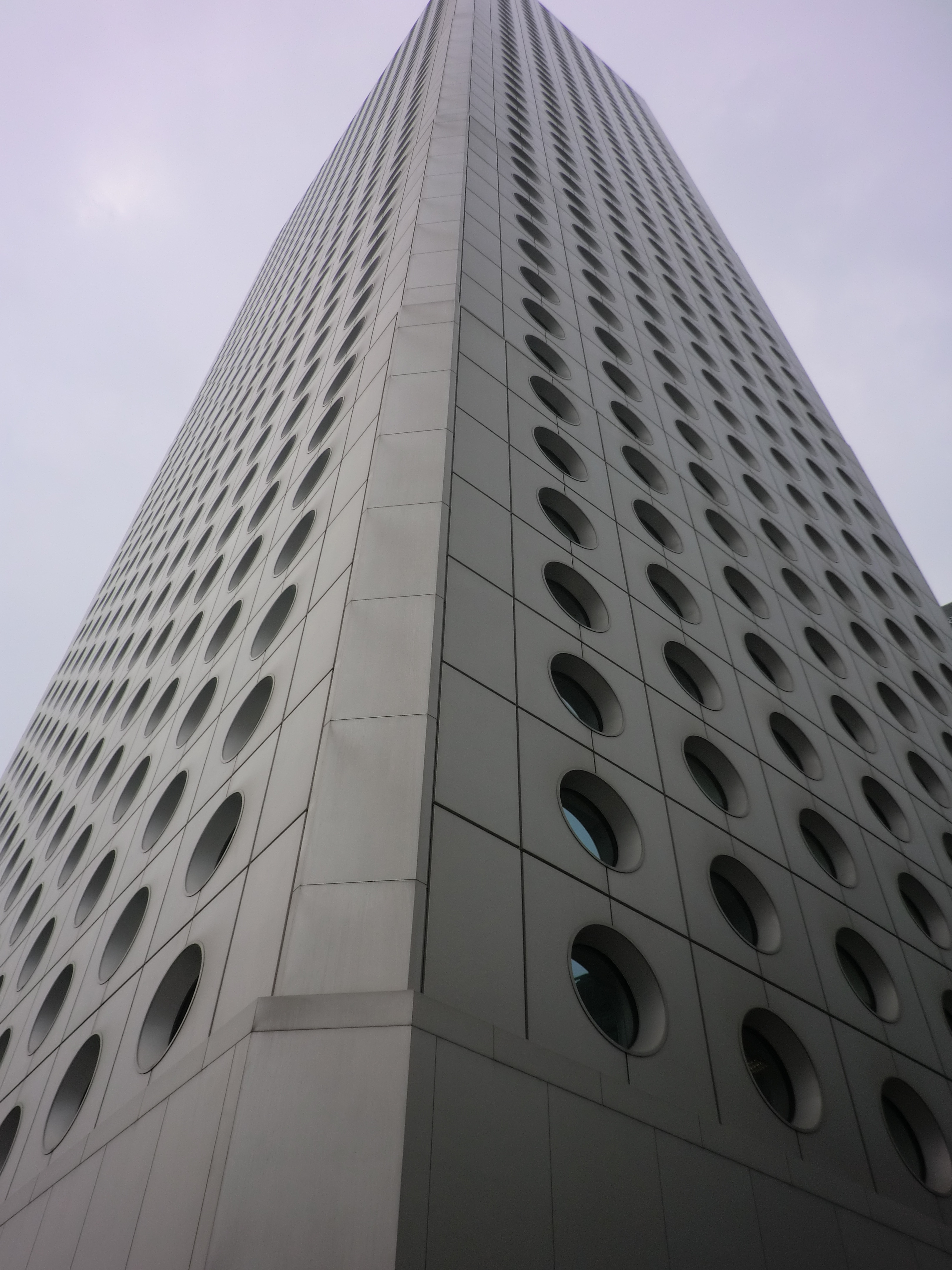
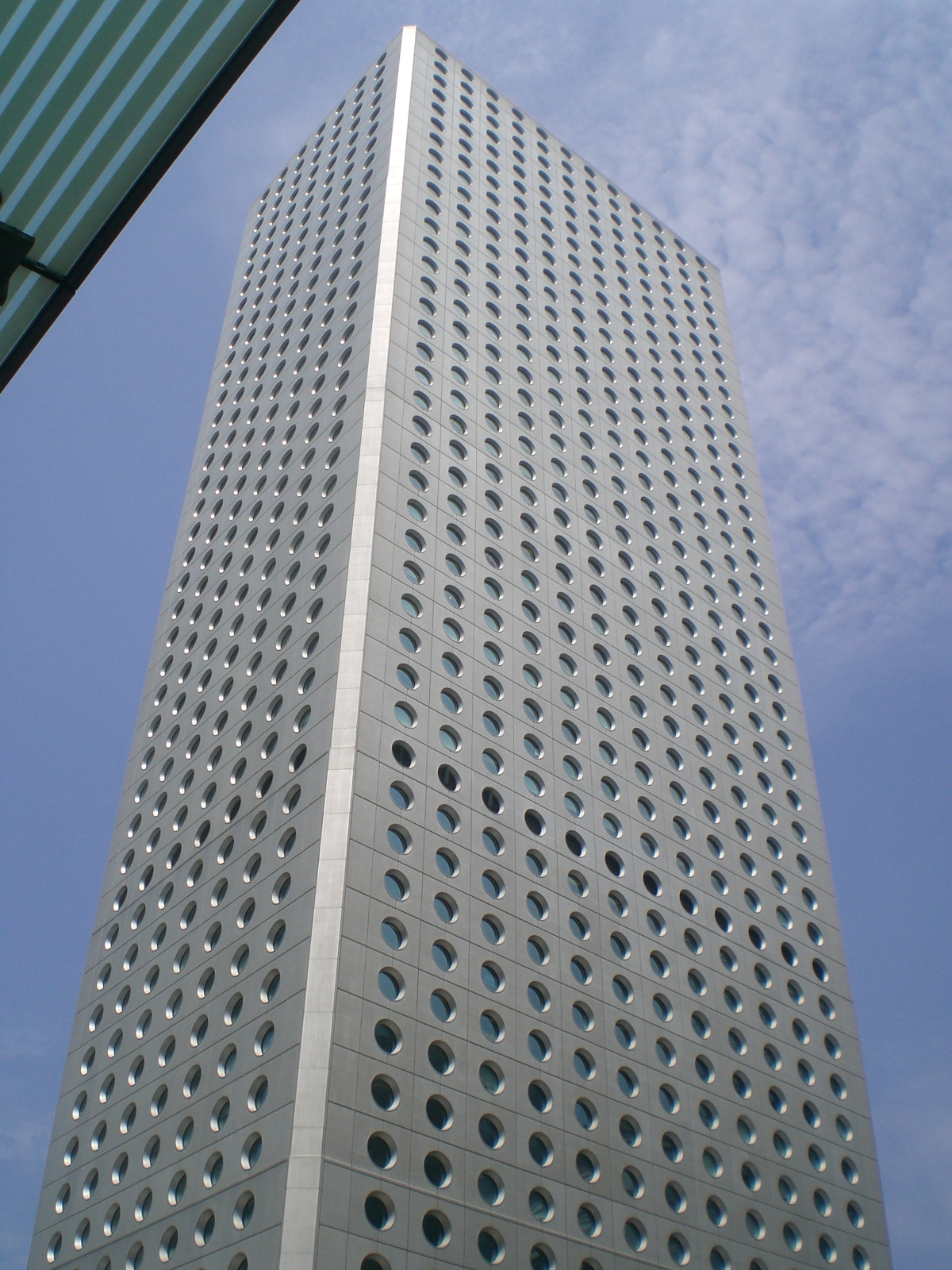
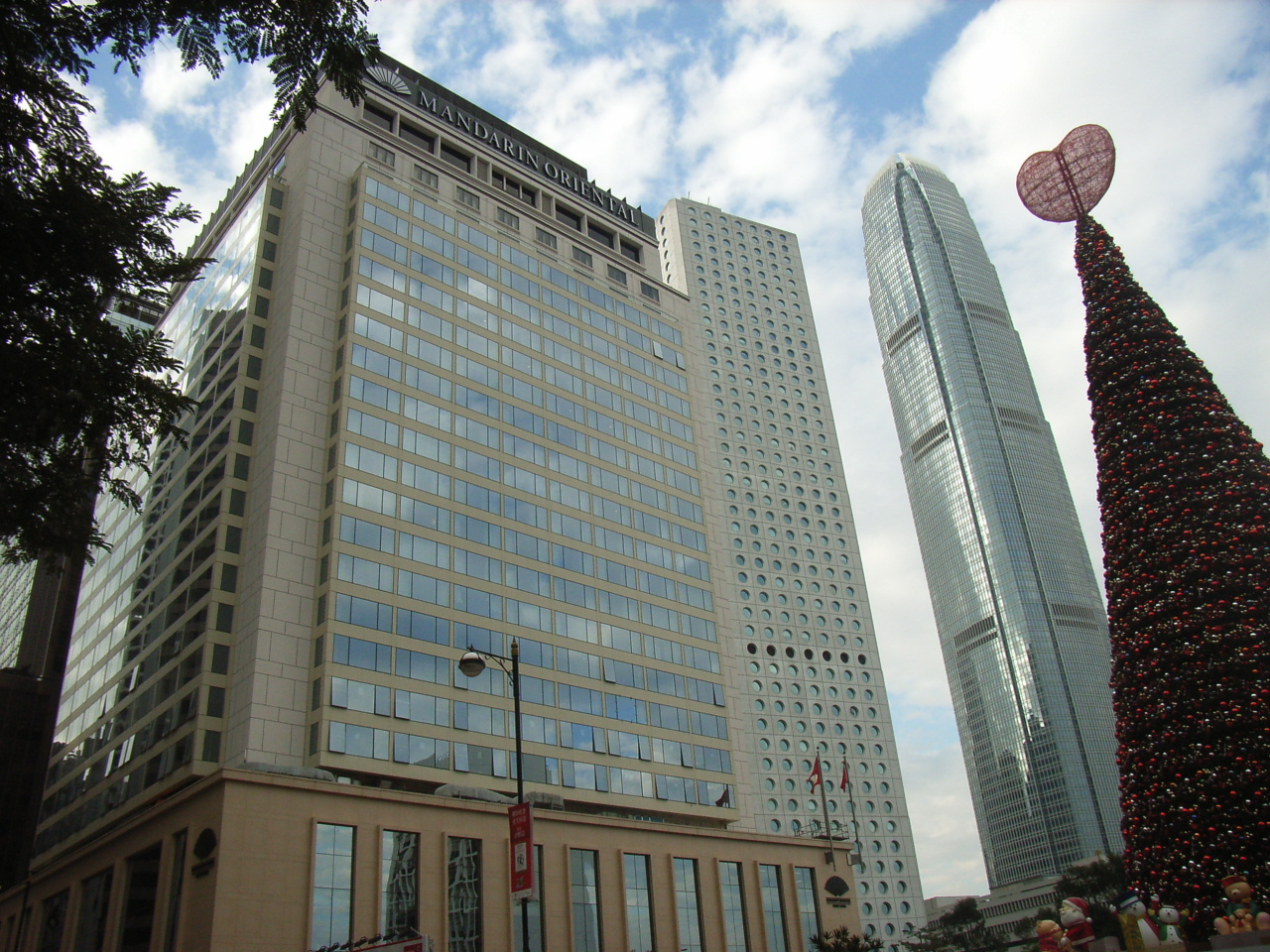
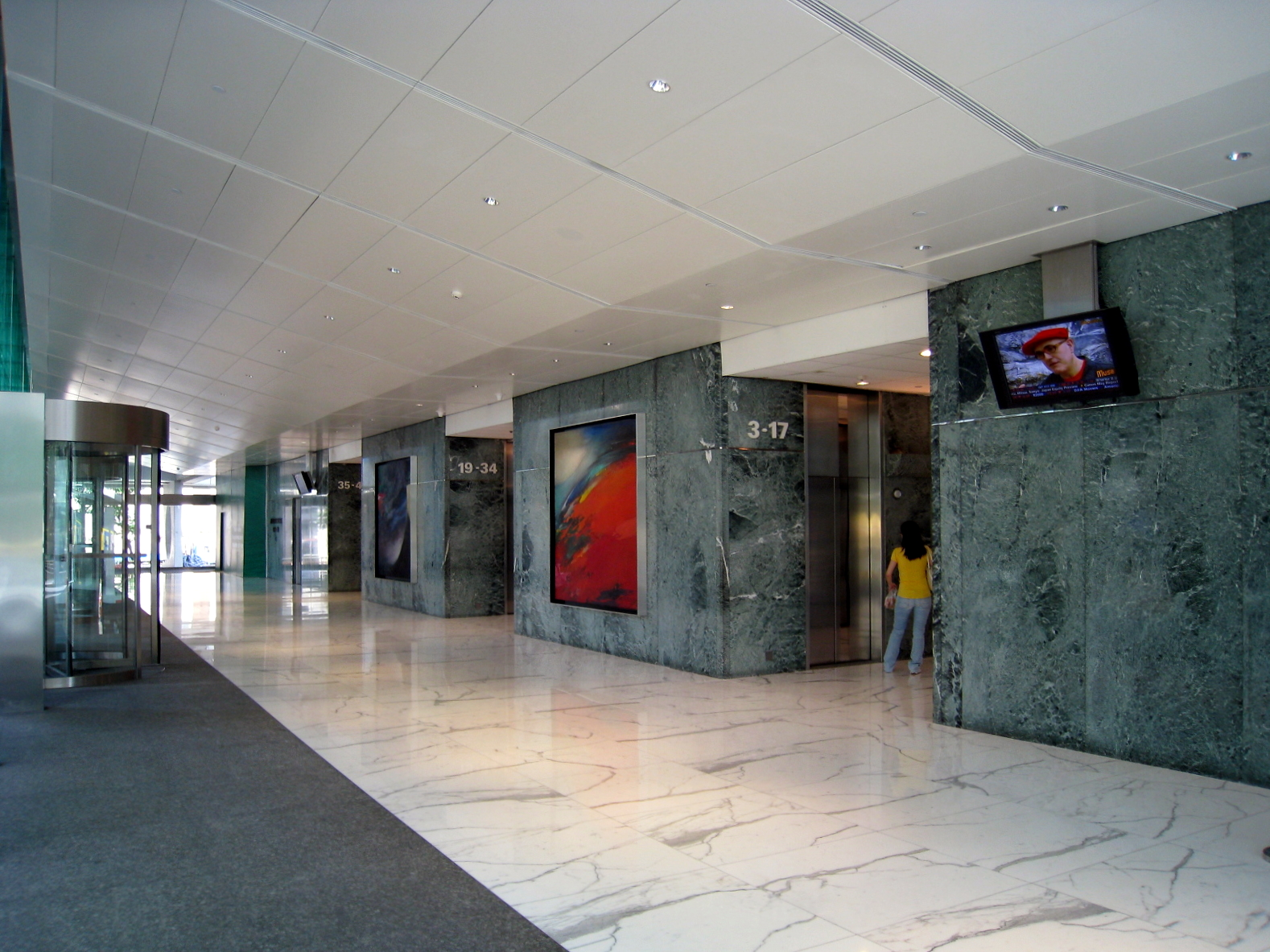